# 昌文君
昌文君（しょうぶんくん、紀元前270年代 - 紀元前224年）は、中国戦国時代の秦の将軍または政治家。

## 生涯
秦王政9年（紀元前238年）、嫪毐が背くと、昌平君と共に鎮圧した。この功績により、秦王政から昌文君に封じられ、秦の左丞相となる。また、相国だった呂不韋は罷免された。
秦王政23年（紀元前224年）、4月、死去。

## 史料
- 『睡虎地秦簡』（喜）
- 『史記』（司馬遷）
- 『国史大綱』（銭穆）
- 『末代楚王史跡鉤沈』『秦謎』（李開元）